# 下岡蓮杖

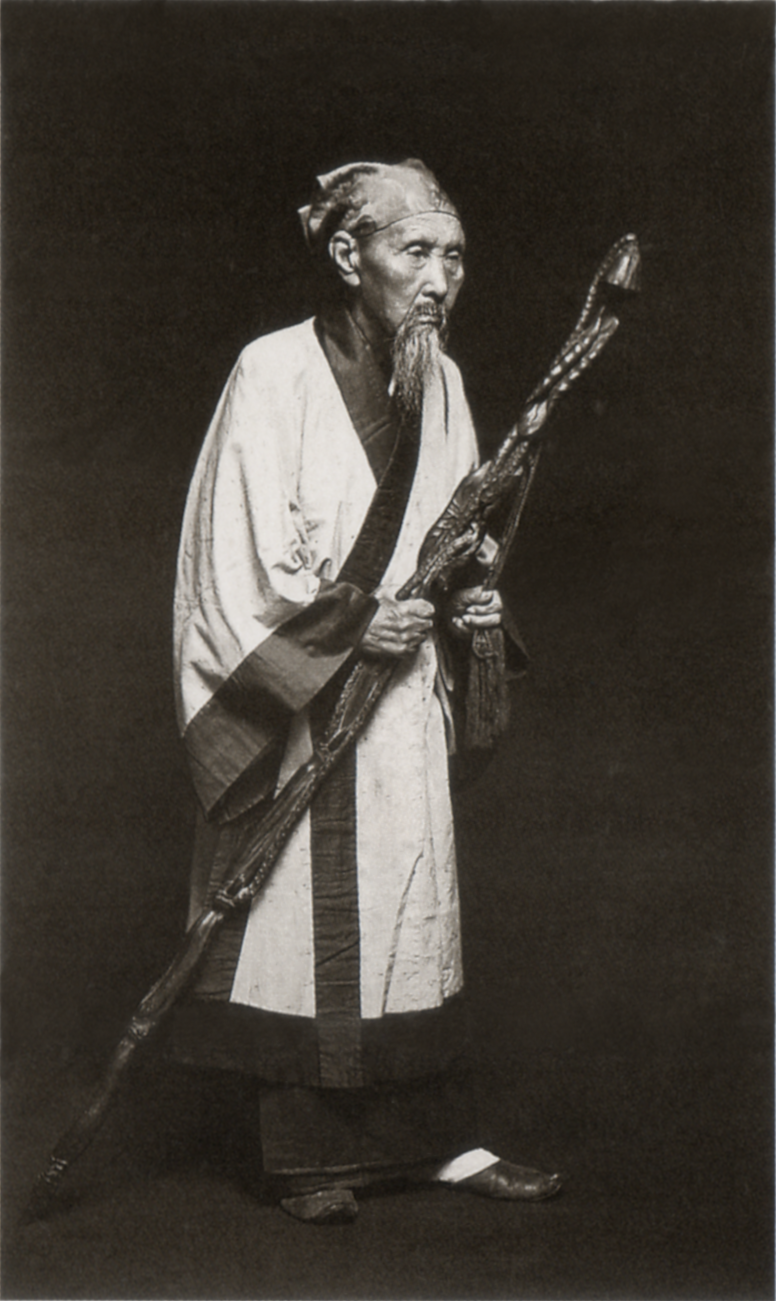
「下岡蓮杖と杖」(大正初期、前川謙三撮影) 晩年の下岡蓮杖を写した1枚

下岡 蓮杖（しもおか れんじょう、文政6年2月12日（1823年3月24日） - 大正3年（1914年）3月3日）は、日本の写真師、画家。「蓮杖」は号で、通称は久之助。横浜を中心に活躍し、上野彦馬や鵜飼玉川らと並ぶ、日本最初期の写真家である。

## 経歴

### 生い立ち

静岡県下田市下田公園内にある下岡蓮杖の碑と像

伊豆国下田中原町（現在の静岡県下田市の静岡地方裁判所下田支部裏付近）に桜田与惣右衛門の三男として生まれる。父は浦賀船改御番所の元、下田問屋六十三軒衆の一人だった。幼いときから絵を好んで下田で奉公するのを嫌ったため、天保6年（1835年）13歳で江戸に出て絵師になろうとする。しかし、何のツテも持たない少年が良い師につくことは難しく、結局日本橋横山町の足袋問屋に丁稚奉公に出ることになった。しかし、これも合わず3年で下田に戻る。天保14年（1843年）には父のコネで、下田奉行所の臨時下田御台場附足軽の職につくが、絵師への夢を捨てきれず、暇さえあれば絵を描いていた。これを見ていた上役の取次を得て、弘化元年（1844年）秋に江戸へ向かい狩野菫川に入門。菫川も伊豆出身ということもあって気に入られ、菫円（園）、菫古と号して、のちに全楽堂あるいは伝神楼とも号した。

### 写真術取得への道のり
ある日、師の用事である旗本家（一説に薩摩藩下屋敷）に出向くと、オランダ船のもたらした1枚のダゲレオタイプを見せられた。これに驚嘆した蓮杖は、以来写真術を学ぼうと決心し、菫川の許しを得てその門を離れた。しかし、菫川からの恩を忘れないため、「菫」の字が蓮の根を意味することから自分の身長より大きい5尺3寸の唐桑の木で蓮根の形を表した杖を作らせ、これを常に持ち歩いた。そのためいつしか蓮杖と呼ばれるようになり、自身もそう名乗るようになった。また、奥儒者成島司直（幕府の正史『徳川実紀』の編纂者）から、写真術の情報を聞いたのも、写真師を目指すきっかけの一つと言われている。
写真術を学ぶには外国人と近づくのが近道であると、伯父を頼り浦賀奉行の足軽として浦賀平根山台場の御番所警衛係の職を得た。そこで数回にわたってアメリカやロシア船舶の外国人に接したが目的を達することができず、諦めて長崎で学ぼうとした矢先に黒船来航が起こる。日米和親条約で下田が開港すると、郷里の下田で次の機会を狙おうと考え、船で帰省する途中、今度は安政東海地震に遭遇する。どうにか辿り着いた下田は酷い惨状だったが、何とか肉親や縁者と再開することが出来た。菫川には自身の無事を知らせるため、紙の代わりに屋根板に手紙を書き、その板には「逆浪に追われて家も米もなし 楽しみもなし死にたうもなし」と記されていたという。
下田での蓮杖は開国以前からあった、米国船が薪や水、食料などを買い付けるための市場「漂民欠乏所」の足軽として外使への給仕役として勤め、写真術を学ぶ機会を窺った。ここで安政3年（1856年）横浜開港の談判のために来日したタウンゼント・ハリスの通訳であるヘンリー・ヒュースケンから、ようやく写真術の原理や基本概要を学ぶことが出来た。安政6年（1859年）12月に下田開港場は閉鎖され蓮杖もお役御免になると、菫川の江戸城再建に伴う絵画制作を手伝いに江戸に行く。ここで賃金100両を得るとどういう経緯は不明だが、開港した横浜で雑貨貿易商を営むユダヤ人レイフル・ショイアーの元で働くことになった。ショイヤーの妻アンナは幼い頃から画を好み、蓮杖の日本画を高く評価したため、蓮杖はアンナから西洋画法を学び、蓮杖はアンナに日本画法を教えた。
そのショイアー家にアメリカの写真家ジョン・ウィルソン（蓮杖の記録では「ウンシン」）が寄宿する。彼こそが蓮杖に写真術を授けた人物である。ただし、ウィルソンは同業者が増えるのを嫌い、容易に蓮杖を受け入れなかった。宣教師・S・R・ブラウンの長女・ジュリア・マリア・ブラウン（後のラウダー夫人）がウィルソンから写真術を学ぶようになると、蓮杖はジュリアを通じて写真術を学べるようになるが、薬品の調合や暗室作業の詳細などは解らないことが多かった。特にウィルソンは、コロディオン湿板ネガから印字紙へプリントする技術を故意に教えなかったと思われ、蓮杖は大変苦労することになる。文久元年末（1862年1月末）にウィルソンは離日するが、写真機材や薬品と蓮杖が描いた日本の景色風俗のパノラマ画86枚と交換し、翌年ウィルソンはロンドンでパノラマ画の展示会を開いている。ウィルソンの写真機材を得た蓮杖は、努力と財産の全てを傾けて写真術の研究に没頭し、苦労の末どうにか鮮明な画像を得るのに成功した。

### 写真館開業

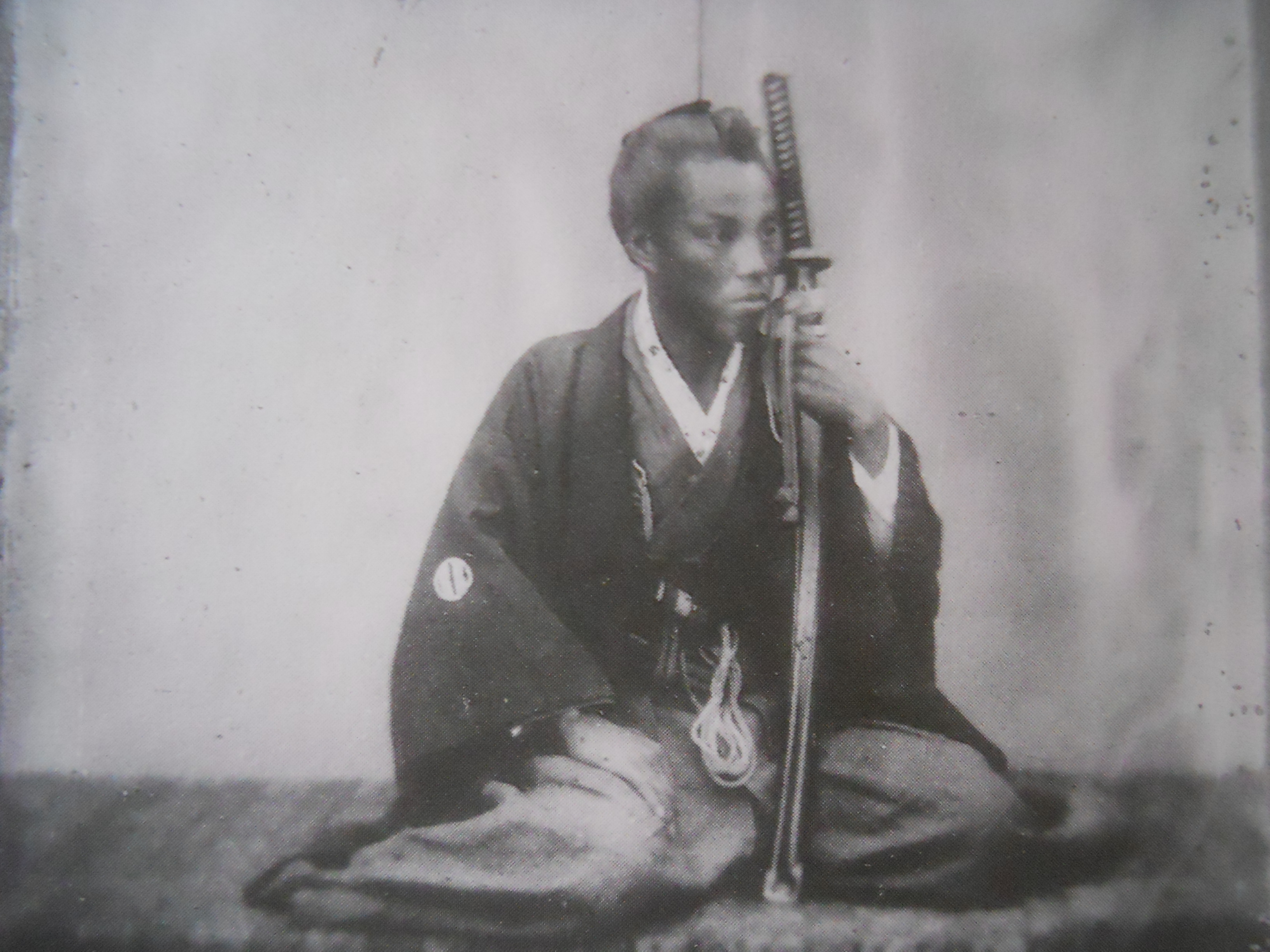
下岡蓮杖が慶応4年（1868年）に撮影した武州忍藩士・吉田庸徳の写真

文久2年（1862年）蓮杖は40歳で横浜の野毛、ついで弁天通5丁目横町で写真館を開業した。これが横浜における営業写真館の最初であるとされる（江戸では前年に鵜飼玉川が写真館を開設しているとされる。長崎の上野彦馬の開業は、蓮杖と同年）。当初は日本人は写真を撮影すると寿命が縮まると称してこれを嫌い、客はいずれも外国人であった。写真館に来る外国人は和服和装姿や甲冑姿で写真を取るのを好んだが、着物を左前に着たり、屏風の傍らに石灯籠を配するなど日本の風習を無視する者もいた。蓮杖は注意したが外国人は応じず、蓮杖も諦めて撮影するようになった。開化期にしばしば見られる奇妙な日本風俗写真は、こうした経緯で制作されたとみられる。また外国人客は日本娘の写真を大変好んだため、蓮杖は多額の報酬でモデルを雇って撮影し、浮世絵美人画のような写真も販売した。文久年間には根強かった迷信も次第に無くなり、日本人客も来るようになり店は繁盛した。
蓮杖の門下からは、横山松三郎、臼井秀三郎、鈴木真一（初代）、江崎礼二など日本写真史に名を残す著名な写真家達を輩出した。ほかに桜田安太郎、四身清七、桜井初太郎、平田玄章、西山礼助、船田万太夫、勅使河原金一郎などがいる。木村熊二も一時弟子となった。
一方で蓮杖はまた勤王の志が強く、箱館戦争、台湾出兵などのパノラマ画を描き、作品は遊就館に納められた。また、元治元年（1864年）に来日、石版の技術を有していたアメリカ人の建築技師リチャード・ブリジェンスと親しくなり、そこで石版印刷を学び、明治初期、蓮杖も自ら石版画「徳川家康像」を制作、日本における石版印刷業、牛乳搾取業、乗合馬車営業の開祖であるとされる。
明治15年（1882年）、蓮杖は浅草公園第五区に写真館を移したが、その後写真業を廃しキリスト教に入信、信仰生活に入り画筆を楽しみつつ余生を送った。
蓮杖は大正3年（1914年）に浅草で没した。享年92。墓地は豊島区駒込の染井霊園にあり、下田公園には蓮杖の記念碑と銅像が建立されている。